# Keitele (See)
Der Keitele  ist ein See in Finnland, der mit 498,41 km² der neuntgrößte des Landes ist.
Der See ist in drei Teile geteilt, Ylä-, Keski-, and Ala-Keitele. Keski-Keitele ist der größte Teil. Die Orte Äänekoski und Viitasaari liegen am Ufer des Sees.
Der See liegt auf 99,5 m Höhe.
Er fließt zum Päijänne ab und liegt somit im Einzugsgebiet des Kymijoki.